# Nhung Kate
Nhung Kate tên thật là Dương Hồng Nhung sinh ngày 15 tháng 5 năm 1989 tại Hải Phòng là một diễn viên truyền hình, diễn viên điện ảnh, người dẫn chương trình, người mẫu ảnh người Việt Nam được mọi người biết đến qua các bộ phim kinh dị như Đoạt hồn, Cô hầu gái...

## Tiểu sử và sự nghiệp

### 1989–08: Tiểu sử, trước khi nổi tiếng
Nhung Kate sinh ngày 15 tháng 5 năm 1989 tại thành phố Hải Phòng tên thật là Dương Hồng Nhung, là một cái tên không còn quá xa lạ với cả những người yêu điện ảnh và cả những biker trên khắp đất nước Việt Nam. Năm 2011, Hồng Nhung tốt nghiệp Đại học Sân khấu Điện ảnh Hà Nội.

### 2009–12: Sự nghiệp ban đầu,Bà nội không ăn pizzavàCảnh sát hình sự: Mặt nạ hoàn hảo
Năm 2009, bắt đầu sự nghiệp với các cuộc thi và đạt được thành tích: Huy chương Vàng hội diễn phong trào Vì môi trường thế giới 2009, Huy chương Vàng Hội diễn không chuyên toàn quốc Lực lượng vũ trang Nhân dân 2009, Giải Nhất cuộc thi Vietnam Super Star Contest 2009.
Năm 2010 tiếp tục nhận được giải thưởng Giải Nhất cuộc thi Diễn viên Điện ảnh – Truyền hình Việt Nam lần thứ nhất và có vai diễn đầu tay là Thảo trong phim Bà nội không ăn pizza. Sau đó, cô được giao vai trong series Cảnh sát hình sự: Mặt nạ hoàn hảo với vai diễn Tú – một nạn nhân lọt vào tầm ngắm của tên sát nhân hàng loạt nhưng may mắn thoát nạn.

### 2013–15: Phát triển sự nghiệp

#### 2013:Better Man,Bụi đời Chợ LớnvàBí Mật Tam Giác Vàng
Năm 2013, tham gia phim Better Man của đạo diễn người Úc gốc Việt Đỗ Khoa, cô còn đóng phim Bụi đời Chợ Lớn vai Trang nhưng phim bị cấm chiếu. Cũng trong năm này, cô tham gia phim Bí Mật Tam Giác Vàng của đạo diễn Nguyễn Dương trong vai Nathavon, con gái một trùm buôn ma tuý lớn và nhận được khá nhiều sự quan tâm của khán giả.

#### 2014–15:Đoạt hồn
Năm 2014, Tuyết trong Đoạt hồn đã thể hiện vô cùng xuất sắc và giúp Nhung Kate được mọi người biết đến nhiều hơn.

### 2016–nay: Sự công nhận trong nước và quốc tế, tiếp tục phát triển sự nghiệp

#### 2016:Cô hầu gái
Năm 2016, tham gia 2 bộ phim điện ảnh là Siêu trộm và Cô hầu gái. Trong đó phim Cô hầu gái đã rất thành công, cô nhận được giải thưởng đầu tiên tại Liên hoan phim Los Angeles cho "Giải thưởng đặc biệt về diễn xuất" và đề cử cho "Nữ diễn viên chính xuất sắc phim truyện" tại Liên hoan phim Việt Nam lần thứ 20.

#### 2017–nay:Hồ sơ lửa phần 3: Tử thi lên tiếngvàĐánh tráo số phận
Năm 2017 trở thành cảnh sát Quỳnh trong phim Hồ sơ lửa phần 3: Tử thi lên tiếng của đạo diễn Dũng Nghệ được chiếu trên kênh SCTV14.
Năm 2018, tham gia phim Đánh tráo số phận với vai Hà Linh của đạo diễn Trần Chí Thanh được chiếu trên kênh VTV1, Đài Truyền hình Việt Nam. Tuy cô là diễn viên xuất thân từ vùng phía Bắc Việt Nam (Hải Phòng) nhưng bộ phim lại có phần lớn diễn viên miền Nam và được quay ở Thành phố Hồ Chí Minh nên giọng nói của cô đã được lồng thành giọng miền Nam để phù hợp với kịch bản và vai diễn, ngoại trừ nữ diễn viên Lan Phương.

## Danh sách phim

### Truyền hình
| Năm  | Phim                                         | Vai                | Đạo diễn         | Kênh    | Thể loại      | Ghi chú                 |
| ---- | -------------------------------------------- | ------------------ | ---------------- | ------- | ------------- | ----------------------- |
| 2010 | Bà nội không ăn pizza                        | Thảo               | Nguyễn Khải Anh  | VTV3    | Phim dài tập  | Vai diễn đầu tay        |
| 2010 | Cảnh sát hình sự: Mặt nạ hoàn hảo            | Tú                 | Nguyễn Tiến Dũng | VTV3    | Phim dài tập  |                         |
| 2011 | Để gió cuốn đi                               | Hạnh               | Nguyễn Mai Hiền  |         | Phim dài tập  |                         |
| 2012 | Con mắt bão                                  | Lựu                | Văn Lượng        |         | Phim dài tập  |                         |
| 2013 | Better Man                                   | Vy                 | Đỗ Khoa          | SBS     | Phim ngắn tập |                         |
| 2013 | Bí mật tam giác vàng                         | Nathavon           | Nguyễn Dương     | VTV3    | Phim dài tập  |                         |
| 2013 | Cô nàng nặng cân                             | Thu Minh           | Lê Minh          | THVL1   | Phim dài tập  |                         |
| 2013 | Ván bài tình yêu                             | Khiết              | Nguyễn Dương     | HTV9    | Phim dài tập  |                         |
| 2014 | Yêu đến tận cùng                             | Nga                | Đỗ Đức Thịnh     | VTV3    | Phim dài tập  | Đóng chung với Linh Sơn |
| 2014 | Dấu cộng của trái tim                        | Hằng               | Lê Quang Hưng    | HTV9    | Phim dài tập  |                         |
| 2017 | Hồ sơ lửa phần 3: Tử thi lên tiếng           | Quỳnh              | Dũng Nghệ        | SCTV14  | Phim dài tập  |                         |
| 2018 | Đánh tráo số phận                            | Hà Linh / Trâm Anh | Trần Chí Thanh   | VTV1    | Phim dài tập  |                         |
| 2023 | The Continental: From the World of John Wick | Yến                |                  | Peacock |               |                         |

### Điện ảnh
| Năm  | Phim            | Vai   | Đạo diễn       | Ghi chú      |
| ---- | --------------- | ----- | -------------- | ------------ |
| 2013 | Bụi đời Chợ Lớn | Trang | Charlie Nguyễn | Bị cấm chiếu |
| 2014 | Đoạt hồn        | Tuyết | Trần Hàm       |              |
| 2016 | Siêu trộm       | Dada  | Trần Hàm       |              |
| 2016 | Cô hầu gái      | Linh  | Derek Nguyễn   |              |

## Đời tư
Nhung và Johnny Trí Nguyễn yêu nhau 4 năm trước khi công khai mối quan hệ với công chúng. Cô và Johnny Trí Nguyễn từng có cuộc tình kéo dài hơn 10 năm.

## Thành tích

### Giải thưởng và đề cử
| Năm  | Giải thưởng                | Hạng mục                                     | Tác phẩm đề cử | Kết quả   |
| ---- | -------------------------- | -------------------------------------------- | -------------- | --------- |
| 2016 | Ngôi Sao Xanh              | Nữ diễn viên điện ảnh xuất sắc nhất          | Cô hầu gái     | Đề cử     |
| 2017 | Liên hoan phim Los Angeles | Giải thưởng đặc biệt về diễn xuất            | Cô hầu gái     | Đoạt giải |
| 2017 | Liên hoan phim Việt Nam    | Nữ diễn viên chính xuất sắc nhất phim truyện | Cô hầu gái     | Đề cử     |

### Danh hiệu
- Huy chương Vàng Hội diễn phong trào Vì môi trường thế giới 2009.
- Huy chương Vàng Hội diễn không chuyên toàn quốc Lực lượng vũ trang Nhân dân 2009.
- Giải Nhất Vietnam Super Star Contest 2009.
- Giải Nhất Diễn viên Điện ảnh – Truyền hình Việt Nam lần thứ nhất năm 2010.